# Basilio di Trebisonda
Basilio Mega Comneno (in greco Βασίλειος Μέγας Κομνηνός?, Basileios Megas Komnēnos; ... – 6 aprile 1340) fu imperatore di Trebisonda dall'agosto del 1332 fino alla sua morte. Sebbene il regno di Basilio sia stato un periodo di stabilità durante la guerra civile che dominò il piccolo impero nel secondo quarto del XIV secolo, alcuni di questi conflitti ebbero origine dalle sue azioni matrimoniali.

## Biografia
Basilio era il figlio minore dell'imperatore Alessio II di Trebisonda e di sua moglie Jiajak Jaqeli. Quando il fratello maggiore Andronico III salì al trono nel 1330 e uccise i suoi due fratelli (Michele e Giorgio), Basilio si trovava a Costantinopoli e sfuggì alla medesima sorte.
Alla morte di Andronico III, il figlio neonato Manuele II divenne imperatore, ma Basilio fu invitato da Costantinopoli a salire al trono; Manuele fu deposto nell'agosto 1332 e confinato in un monastero. Basilio epurò la corte dai sostenitori del fratello e del nipote (tra cui il megas doux Lekes Tzatzintzaios e suo figlio il megas domestikos Tzambas), ma l'uomo che nominò come nuovo megas doux, Giovanni l'Eunuco, si ribellò in favore del deposto Manuele. La rivolta fu repressa e per evitare ulteriori problemi il bambino fu assassinato nel 1333, probabilmente su ordine di Basilio.
Nonostante il ritorno di Basilio, le lotte tra fazioni continuarono. Secondo George Finlay, i grandi ufficiali e i principali nobili erano diventati piccoli sovrani, riducendo le campagne all'anarchia. Gli Scholarioi, la milizia della capitale, divennero così insubordinati che Basilio dovette assumere mercenari stranieri per proteggere la sua persona, ma per la loro arroganza e livello di corruzione, si fecero rapidamente odiare, insieme al loro signore. Tale era la sua impopolarità in città, che quando si verificò un'eclissi solare la presero per un segno dell'ira divina e costrinsero l'imperatore a rifugiarsi nella cittadella, cercando di colpirlo con delle pietre.
Il 17 settembre 1334, Basilio strinse un'alleanza matrimoniale con l'imperatore bizantino Andronico III Paleologo, sposandone la figlia illegittima Irene. Il legame tra i due si raffreddò presto e Basilio prese un'amante, anch'essa di nome Irene, da cui ebbe quattro figli illegittimi. Non si sa se avesse effettivamente divorziato dalla moglie, ma esiste un'interessante lettera del patriarca di Costantinopoli, Giovanni XIV Kalekas, a Gregorio, metropolita di Trebisonda. In questa lettera il Patriarca rimprovera il metropolita e tutti gli altri ordinati di Trebisonda per la scelleratezza che avevano permesso di compiere a danno dei sacri canoni e ordina loro di risolvere il problema, pena l'alienazione del corpo principale della Chiesa. Il clero locale, tuttavia, si accontentava di fingere di omaggiare la legittima imperatrice nelle sue funzioni, poiché onorava un'Irene.
La situazione di insofferenza della capitale fu sfruttata dal turcomanno Sheikh Hassan, che attaccò Trebisonda il 5 luglio 1335. I combattimenti si concentrarono presso la palizzata di San Quirico e sul monte Minthrion, ma un provvidenziale temporale permise ai trapezuntini di sbaragliare gli attaccanti.
Basilio morì il 6 aprile 1340, apparentemente avvelenato dalla moglie legittima Irene Paleologa, che si impadronì prontamente del trono.

## Discendenza
I figli di Basilio e della sua seconda moglie (sposata sebbene fosse ancora sposato), Irene di Trebisonda, furono:
- Anna, che sposò Andrei Konstantinovich, Granduca di Nizhny Novgorod-Suzdal nel 1343.
- Alessio di Trebisonda (1327-c. 1349)
- Giovanni, in seguito ribattezzato Alessio III (1338-1390)
- Maria, che sposò Qutlugh Fakhr al-Din, emiro di Ak Koyunlu nel 1352.[8]
- Teodora, che sposò Hajji 'Umar, emiro di Calibia (in turco Hacıemir) nel 1358.[9]

Da Irene Paleologa o Irene di Trebisonda, Basilio ebbe probabilmente una figlia:
- Elena (morta nel 1366), prima moglie di Bagrat V di Georgia.

## Ascendenza
|                           |                 |                          | Genitori                     |  |  | Nonni |  |  | Bisnonni                |  |  | Trisnonni               |  |
|                           |                 |                          |                              |  |  |       |  |  | Manuele I di Trebisonda |  |  | Alessio I di Trebisonda |  |
|                           |                 |                          |                              |  |  |       |  |  | Manuele I di Trebisonda |  |  | Alessio I di Trebisonda |  |
|                           |                 | Teodora Axuchina         |                              |  |  |       |  |  | Manuele I di Trebisonda |  |  |                         |  |
| Giovanni II di Trebisonda |                 |                          |                              |  |  |       |  |  | Manuele I di Trebisonda |  |  |                         |  |
|                           |                 | Irene Siricena           | …                            |  |  |       |  |  |                         |  |  |                         |  |
|                           |                 | Irene Siricena           | …                            |  |  |       |  |  |                         |  |  |                         |  |
|                           |                 | Irene Siricena           | …                            |  |  |       |  |  |                         |  |  |                         |  |
| Alessio II di Trebisonda  |                 | Irene Siricena           |                              |  |  |       |  |  |                         |  |  |                         |  |
|                           |                 | Michele VIII Paleologo   | Andronico Paleologo          |  |  |       |  |  |                         |  |  |                         |  |
|                           |                 | Michele VIII Paleologo   | Andronico Paleologo          |  |  |       |  |  |                         |  |  |                         |  |
|                           |                 | Michele VIII Paleologo   | Teodora Angelina Paleologina |  |  |       |  |  |                         |  |  |                         |  |
| Eudocia Paleologa         |                 | Michele VIII Paleologo   |                              |  |  |       |  |  |                         |  |  |                         |  |
|                           |                 | Teodora Ducena Vatatzina | …                            |  |  |       |  |  |                         |  |  |                         |  |
|                           |                 | Teodora Ducena Vatatzina | …                            |  |  |       |  |  |                         |  |  |                         |  |
|                           |                 | Teodora Ducena Vatatzina | …                            |  |  |       |  |  |                         |  |  |                         |  |
| Basilio di Trebisonda     |                 | Teodora Ducena Vatatzina |                              |  |  |       |  |  |                         |  |  |                         |  |
|                           | Sargis I Jaqeli | …                        |                              |  |  |       |  |  |                         |  |  |                         |  |
|                           | Sargis I Jaqeli | …                        |                              |  |  |       |  |  |                         |  |  |                         |  |
|                           | Sargis I Jaqeli | …                        |                              |  |  |       |  |  |                         |  |  |                         |  |
| Beka I Jaqeli             | Sargis I Jaqeli |                          |                              |  |  |       |  |  |                         |  |  |                         |  |
|                           |                 | …                        | …                            |  |  |       |  |  |                         |  |  |                         |  |
|                           |                 | …                        | …                            |  |  |       |  |  |                         |  |  |                         |  |
|                           |                 | …                        | …                            |  |  |       |  |  |                         |  |  |                         |  |
| Jiajak Jaqeli             |                 | …                        |                              |  |  |       |  |  |                         |  |  |                         |  |
|                           |                 | …                        | …                            |  |  |       |  |  |                         |  |  |                         |  |
|                           |                 | …                        | …                            |  |  |       |  |  |                         |  |  |                         |  |
|                           |                 | …                        | …                            |  |  |       |  |  |                         |  |  |                         |  |
| …                         |                 | …                        |                              |  |  |       |  |  |                         |  |  |                         |  |
|                           |                 | …                        | …                            |  |  |       |  |  |                         |  |  |                         |  |
|                           |                 | …                        | …                            |  |  |       |  |  |                         |  |  |                         |  |
|                           |                 | …                        | …                            |  |  |       |  |  |                         |  |  |                         |  |
|                           |                 | …                        |                              |  |  |       |  |  |                         |  |  |                         |  |